# Dan McKenzie
Dan Peter McKenzie (1 de junio de 1942 (82 años)) es un geólogo británico de la Universidad de Cambridge galardonado con el Premio Crafoord 2002 por su contribución en la investigación de la tectónica de placas, la formación de cuencas sedimentarias y la fusión del manto terrestre.
A finales de los años 1960, McKenzie publicó varios artículos fundamentales para el desarrollo de la teoría de la tectónica de placas, que se ha convertido en un pilar esencial de la geología moderna, y que explica que la corteza terrestre está compuesta por unas pocas placas rígidas que se mueven independientemente. En los siguientes años, McKenzie volcó su atención en los procesos que ocurren en límites entre placas. Este trabajo condujo a una nueva percepción acerca de los procesos orogénicos y a ayudar a predecir los terremotos. Más recientemente, McKenzie ha trabajado con la NASA en el estudio de las fuerzas que han esculpido la orografía de Marte y Venus.

## Algunas publicaciones
- McKenzie, D., Nimmo, F., Jackson, J., Gans, P. B., Miller, E. L. 2000. Characteristics and consequences of flow in the crust. J. geophys. Res. 105, 11029-11046
- McKenzie, D., Fairhead, D. 1997. Estimates of the effective elastic thickness of the continental lithosphere from Bouguer and free air gravity anomalies. J. geophys. Res. 102 27523-27552
- Jackson, J. A., McKenzie, D. 1988. The relationship between plate motions and seismic moment tensors, and the rates of active deformation in the Mediterranean and Middle East. Geophys. J. R. astr. Soc. 93, 45-73
- Bickle, M. J., McKenzie, D. 1987. The transport of heat and matter by fluids during metamorphism. Contrib. Mineral. Petrol. 95, 384-92
- Jackson, J., McKenzie, D. 1983. The geometrical evolution of normal fault systems. J. Structural Geol. 5, 471-82
- McKenzie, D., O'Nions, R. K. 1983. Mantle reservoirs and ocean island basalts. Nature 301 229-231
- England, P., McKenzie, D. 1982. A thin viscous sheet model for continental deformation. Geophys. J. R. astr. Soc. 70, 295-321
- McKenzie, D. 1978. Some remarks on the development of sedimentary basins. Earth planet. Sci. Lett. 40, 25-32
- Parsons, B., McKenzie, D. 1978. Mantle convection and the thermal structure of plates. J. geophys. Res. 83, 4485-96
- McKenzie, D., Roberts, J., Weiss, N. O. 1974. Convection in the Earth's mantle: towards a numerical simulation. J. Fluid Mech., 62, 465-538
- McKenzie, D., Molnar, P., Davies, D. 1970. Plate tectonics of the Red Sea and East Africa. Nature 226, 243-8
- McKenzie, D., Sclater, J. G. 1971. The evolution of the Indian Ocean since the late Cretaceous. Geophys. J. R. astr. Soc. 25, 437-528
- McKenzie, D., Parker, R. L. 1967. The North Pacific: an example of tectonics on a sphere. Nature 216, 1276-1280
- McKenzie, D. 1966. The viscosity of the lower mantle. J geophys. Res. 71, 3995-4010